# Lutobor
Lutobor, Litobor – staropolskie imię męskie, złożone z członów Luto- („srogi, okrutny, dziki”, por. luty) i -bor („walczyć, zmagać się”). Znaczenie imienia: „srogi w walce”. Źródła polskie zawierają dwie postaci imienia w średniowieczu: Lutobor (w 1186) i Litobor (między 1252 a 1288).
W XXI wieku imię rzadkie. W styczniu 2025 r. w rejestrze PESEL, wśród publicznie dostępnych danych dotyczących osób żyjących, wykazano 3 mężczyzn o imieniu Lutobor nadanym jako imię pierwsze.
Lutobor imieniny obchodzi 30 marca i 19 lipca.
Nazwiska pochodzące od tego imienia: Lutoborski, Litoborski.